# Bohyška jitrocelová
Bohyška jitrocelová (Hosta plantaginea) je jednoděložná rostlina z čeledi chřestovitých (Asparagaceae), podčeledi agávové (Agavoideae). Před nástupem nového taxonomického systému APG III byla zařazována do čeledi liliovitých v širším pojetí (Liliaceae s. l.) nebo do čeledi bohyškovité (Hostaceae).

## Popis
Bohyška je vytrvalá, asi 30–50 cm vysoká rostlina s oddenkem. Listy v přízemní růžici jsou jednoduché, řapíkaté, řapíky jsou 20–40 cm dlouhé. Čepel je vejčitá až vejčitě srdčitá se srdčitou bází, 14–25 cm dlouhá a 6–16 cm široká. Květy jsou uspořádány do květenství, jednostranného hroznu, každý květ je podepřen dvěma listeny. Květy na stopkách dlouhých přibližně 1 cm jsou vonné, okvětí je bílé až nafialovělé. Okvětní lístky, kterých je 6, jsou dole srostlé v okvětní trubku. Tyčinek je 6, dole jsou srostlé s okvětím. Gyneceum je srostlé ze tří plodolistů, plodem je tobolka.

## Rozšíření
Přirozeně je rozšířena v jihovýchodní Číně. Jako pěstovanou okrasnou rostlinu ji můžeme najít i v Evropě a Severní Americe, v Evropě již od roku 1784.

## Použití
V ČR je bohyška jitrocelová nepůvodní, ale její kultivary jsou hojně pěstovány jako okrasné rostliny, vykvétající v pozdním létě.

## Pěstování
Pěstované rostliny nesnášejí dobře přímé slunce; velká plocha listů se snadno poškodí sluncem již během jara. Rostliny preferují polostín a přiměřeně vlhké, propustné živné půdy, ačkoli snesou většinu běžných půd. Množení kultivarů se provádí obvykle dělením oddenků a trsů.